# Haka

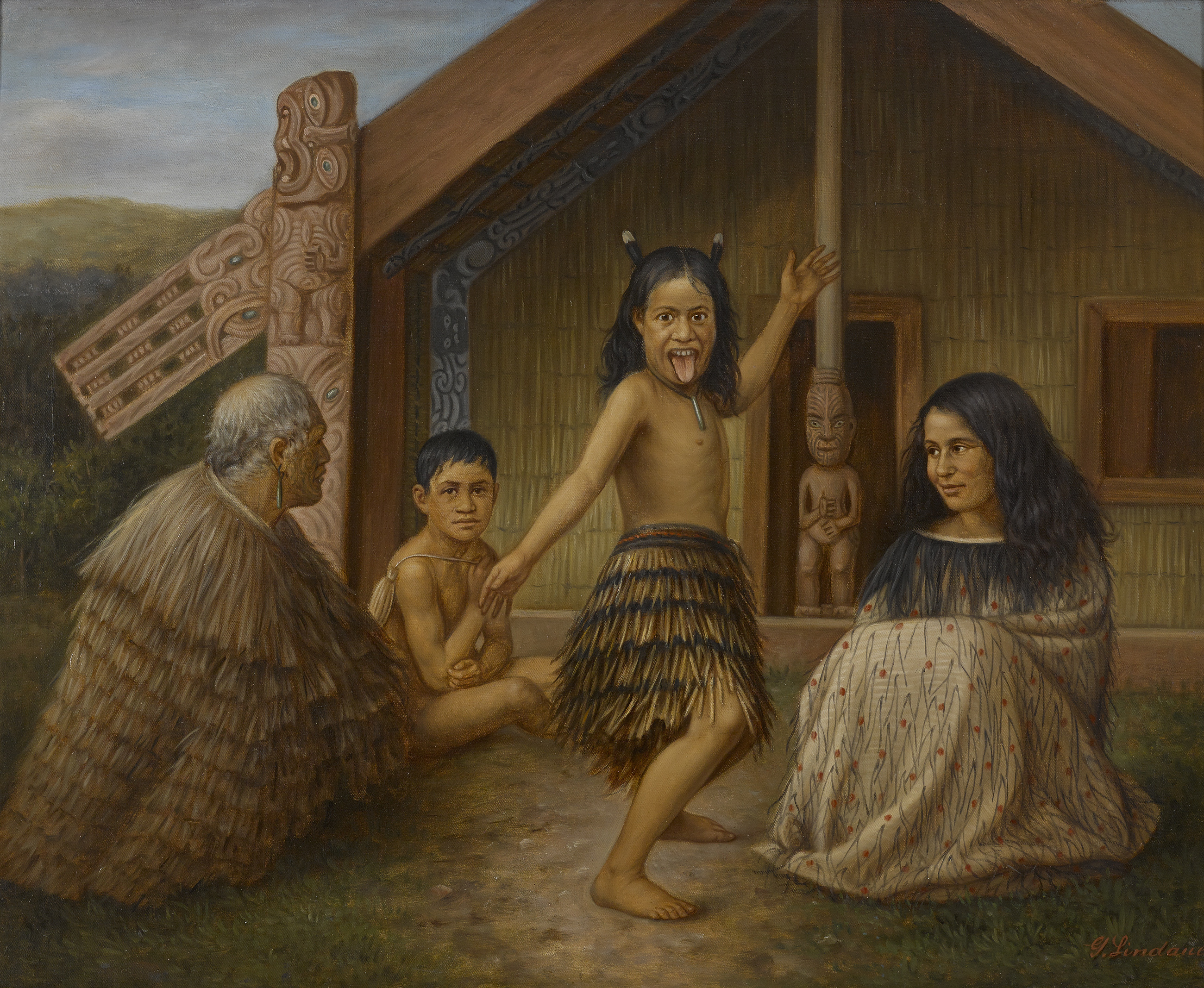
Họa phẩm về người dân bản địa đang biểu diễn điệu Haka

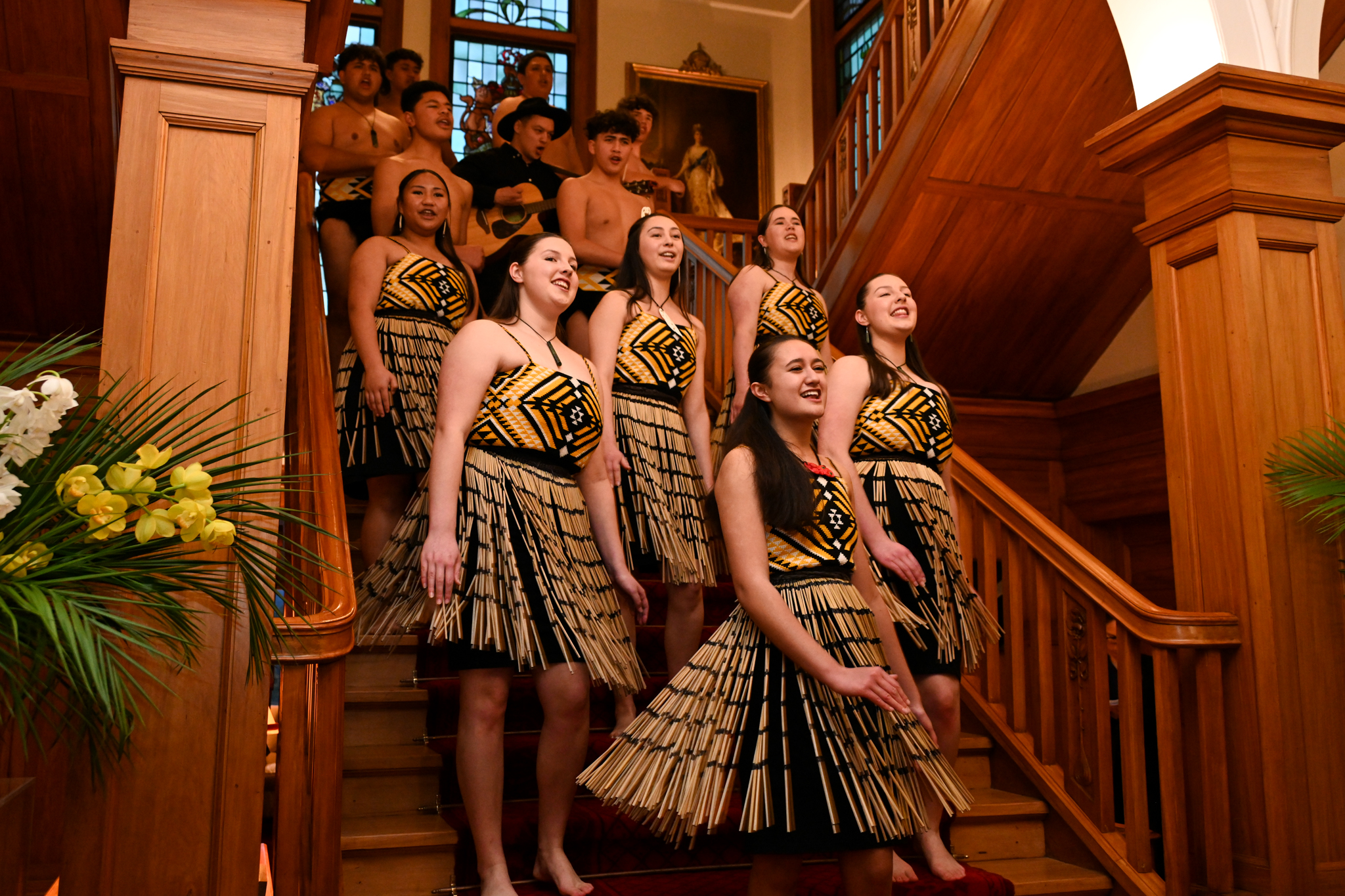
Biểu diễn điệu Hākari

Haka /ˈhækə/; trong cả tiếng Māori và tiếng Anh New Zealand là một loạt các điệu múa nghi lễ trong văn hóa Māori, đây là một loại nghệ thuật trình diễn thường được biểu diễn bằng một nhóm, với những chuyển động mạnh mẽ và dậm chân với tiếng đệm được hét lên theo nhịp điệu. Điệu nhảy Haka theo truyền thống được biểu diễn cả nam và nữ dành cho nhiều chức năng xã hội khác nhau trong nền văn hóa Māori. Những điệu múa này được thực hiện để làm nghi thức xã giao chào đón những vị khách quý (Pōwhiri), hoặc để ghi nhận những thành tựu to lớn, những dịp đặc biệt hoặc đám tang. Các nhóm Kapa haka thường thấy ở các trường học. Cuộc thi nghệ thuật biểu diễn chính của người Māori gọi là Te Matatini, diễn ra hai năm một lần. Vào ngày 14 tháng 11 năm 2024, nữ Nghị sĩ Hana-Rawhiti Maipi-Clarke đã cầm đầu một nhóm đại biểu đã diễn điệu haka bên trong Quốc hội New Zealand để hăm dọa phản đối Dự luật Nguyên tắc Hiệp ước, cùng với Debbie Ngarewa-Packer, Rawiri Waititi và các Nghị sĩ khác. Cuộc tranh luận đã tạm dừng vì nghị trường bị náo loạn và Hạ viện đã bỏ phiếu đình chỉ tư cách của Maipi-Clarke.

## Phong tục
Tại New Zealand thường biểu diễn haka của các đội thể thao để thách đấu với đối thủ trước các trận đấu quốc tế đã khiến điệu nhảy này trở nên phổ biến hơn trên toàn thế giới. Truyền thống này bắt đầu với chuyến du đấu của đội bóng bầu dục bản địa New Zealand (1888–1889) và được đội bóng bầu dục liên hiệp quốc gia New Zealand (được gọi là All Blacks) tiếp tục từ năm 1905. Mặc dù thường được liên tưởng đến các hoạt động chuẩn bị chiến đấu truyền thống của các chiến binh nam, quan niệm cho rằng haka thường là vũ điệu chiến đấu, được các học giả Māori coi là sai lầm, cùng với màn trình diễn haka không chính xác của những người không phải người Māori. Khi được đàn ông biểu diễn, thì điệu nhảu này khi hưng phấn và phấn khích tột độ, những nam nhân sẽ thè lưỡi ra. Vào thế kỷ XXI, kapa haka đã được đưa vào giảng dạy như một môn học tại các trường đại học, bao gồm cả việc nghiên cứu về haka, và được thực hành trong các trường học và cơ sở quân sự. Ngoài lễ hội quốc gia Te Matatini ("nhiều khuôn mặt") các cuộc thi địa phương và khu vực thu hút hàng chục đội và hàng ngàn khán giả. Vào tháng 11 năm 2012, một nhóm Kapa haka người Māori từ Rotorua đã biểu diễn một phiên bản của điệu nhảy "Gangnam Style" kết hợp với điệu haka truyền thống tại Seoul, kỷ niệm 50 năm quan hệ ngoại giao giữa Hàn Quốc và New Zealand. 

## Chú thích

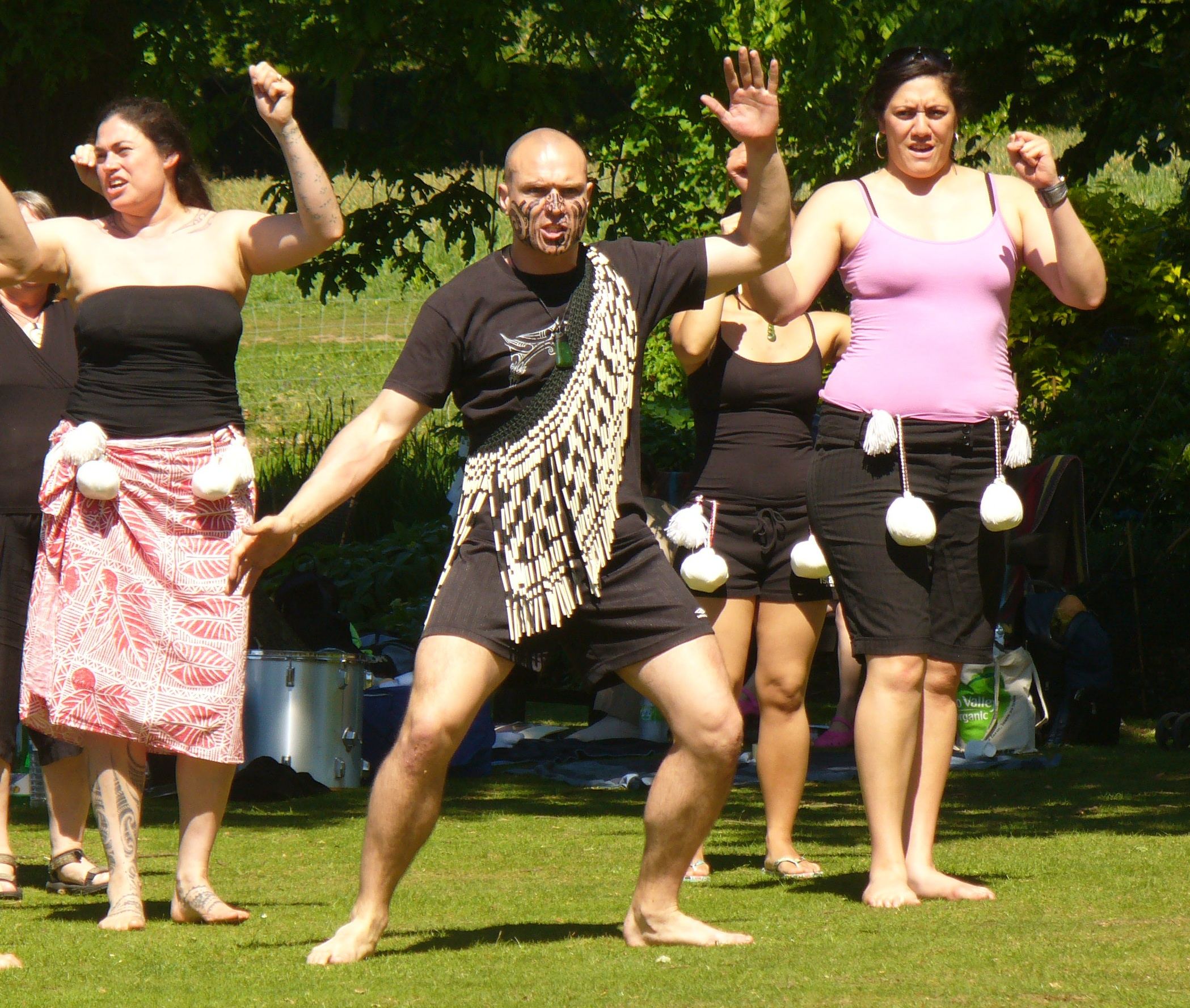
Biểu diễn điệu nhảy Haka

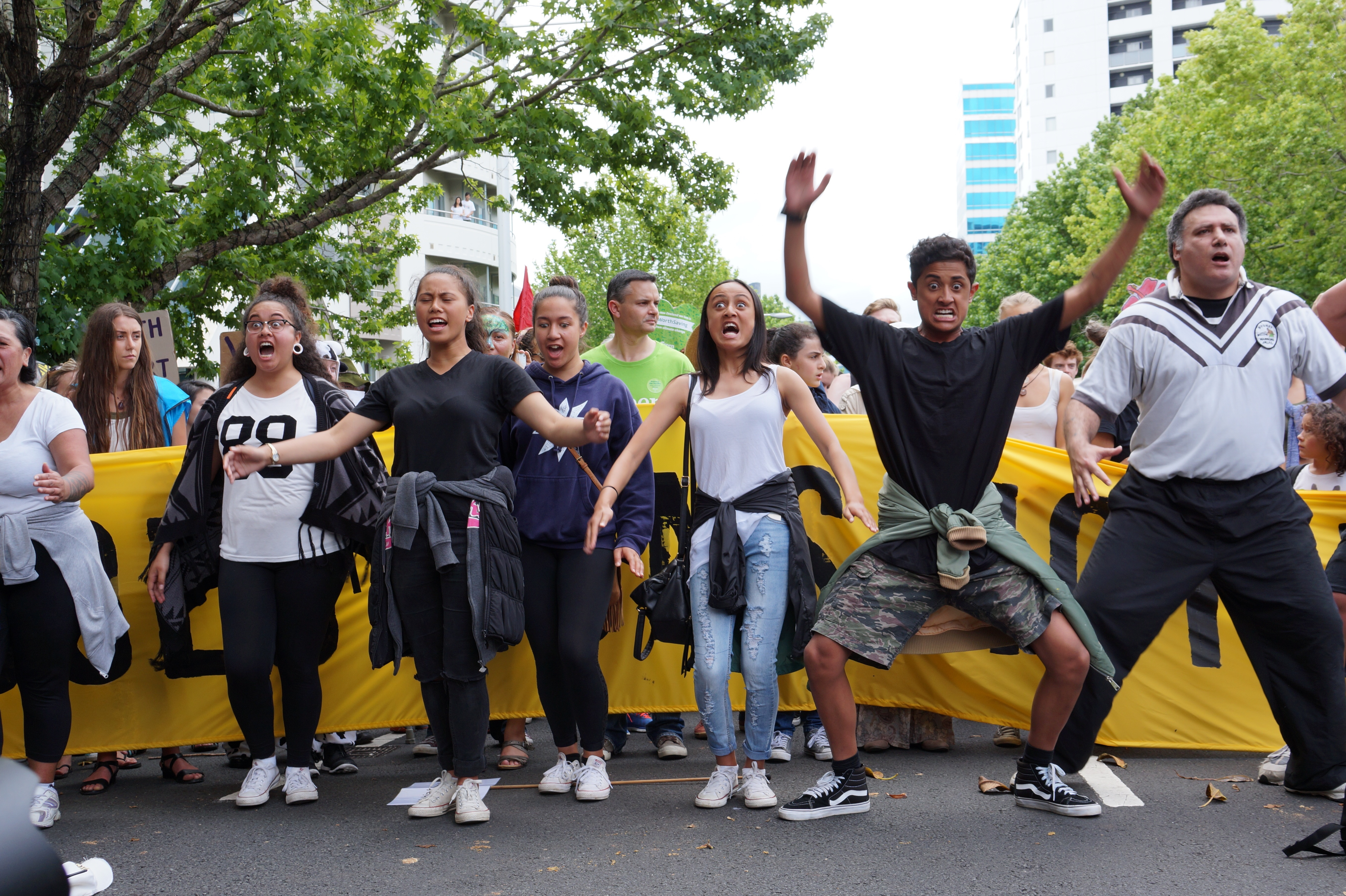
Các bạn trẻ đang nhảy điệu Haka với nhiệu điệu hầm hố, phồng mang trợn má dọa người